# 陳友 (臺灣)
陳友（？年—？年），清朝臺灣人，於范咸《重修臺灣府志》中有記載。朱一貴事件發生時，他在康熙六十年（1721年）受水師提督施世驃之命，先開小舟到鹿耳門插旗作為嚮導。事後因功被授以把總，後來累陞到金門鎮標游擊。
四草大眾廟主神鎮海大元帥「陳酉」的生平介紹，可能是將他與陳林每的生平混合而成。